# Szó (számítástechnika)
A számítógép teljesítményének szempontjából igen jelentős, hogy egy működési lépés során egyszerre hány bit információt képes feldolgozni. Az ezt megadó szám a gép szóhossza.
Azt a szóhosszt, amellyel a processzor dolgozik, belső szóhossznak nevezzük.
Egy processzor ebből a szempontból lehet például:
- 8 bites processzor = 1 byte szóhossz
- 16 bites processzor = 2 byte szóhossz
- 32 bites = 4 byte szóhossz
- 48 bites = 6 byte szóhossz
- 64 bites = 8 byte szóhossz

A legrégebbi számítógépek processzorai 1-2 byte szóhosszal működtek. Egyszerűbb automaták vezérléséhez vagy olcsóbb számítógépeknél még manapság is elterjedt a 32-48 bites processzor beépítése, azaz a 4-6 byte-os belső szóhossz. A modernebb processzorok azonban minimum 64 bitesek.
A belső szóhossz mellett jellemző a sínrendszer által egyszerre továbbítható információmennyiség. Beszélhetünk:
- az adatsín bitszélességéről;
- a címsín bitszélességéről.

E két szóhossz általában 20 bit körül van.